# Baudouin VI Le Paisible et Richilde de Hainaut
 (novembre 2019).

L’œuvre est un élément d’une série de 19 portraits de comtes et comtesses de Flandre, peint pour l’antichambre de la salle du conclave au palais Rihour de Lille. Elle fut ensuite déplacée au musée de l'Hospice Comtesse.

## Description de l'œuvre
Le tableau est un portrait en pied de Baudouin VI et de son épouse Richilde de Hainaut. Baudouin se tient campé, vêtu de son armure et de sa tenture rouge vif. De sa main droite il tient son épée qui semble protéger Richilde. De sa main gauche il relève la tenture pour dévoiler son armure. La comtesse, dans sa robe bleue ornée de dorure, semble se cacher derrière son mari. En arrière-plan se déroule une bataille avec des chevaux. À la droite du tableau est posé un bouclier. On remarque une légende en bas sous les personnages, reprenant la perspective de l’estrade. C’est une inscription à la peinture dorée sur 12 lignes, l’ensemble est en majuscules :
« BAUDOUIN LE PAISIBLE, FILS AINE DU COMPTE BAUDOUIN DE LILLE ET MADAME ADELE DE FRANCE IL GOUVERNA LES ESTATS DE FLANDRE ET D’HAINAUT EN PAIX UNION ET POLICE MOURUT HATIVEMENT LAN 1070 AIANT GOUVERNE 3 ANS COMME PRINCE TRES VERTUEUX. RICHILDE COMTESSE D’HAINAUT FEMME A CE COMTE DE FLANDRES ESTANT VEUFVE FIT TOUT SES EFFORTS CONTRE ROBERT LE FRISON SON BEAU FRERE POUR LUŸ OSTER LA TUTELLE DES ENFANTS DE FLANDRES ELLE HAZARDA DEUX BATAILLES CONTRE LE DIT ROBERT MAIS A LA DERNIERE SON FILS ARNOULT Ÿ FUT TUEZ LAN 1072 LA MORTE DE CE PRINCE FUT TRES REGRETE DES ROŸS DE FRANCE ET D’ANGLETERRE LA TITE RITHILDE DECEDA LAN 1084 JIT AU MONASTERE DE MESSINE »

## Sources
Documents Hospice Comtesse